# Dökkólfsdalur
Dökkólfsdalur är en dal i republiken Island.   Den ligger i regionen Västlandet, i den västra delen av landet, 90 km nordväst om huvudstaden Reykjavík.